# Таламічний синдром
Таламічний синдром, або синдром Дежерина—Руссі — больовий синдром, викликаний пошкодженням таламуса внаслідок інсульту. Синдром супроводжується геміанестезією, гіперпатією, геміалгією, геміатаксією, геміанопсією, минущим геміпарезом на протилежному боці тіла відносно осередку інфарктного ураження. До такого наслідку може призводити оклюзія задньої мозкової артерії
Больовий синдром важко піддається лікуванню. Згідно з працями Едварда Тобініка введення етанерцепту до спиномозкової рідини пацієнтів зменшує прояви болю.